# Gruzijska pisma
Gruzijska pisma su tri pisma koja se koriste za pisanje gruzijskoga jezika: asomtavruli, nushuri i mhedruli. Njihova slova su ekvivalentna, dijele iste nazive i abecedni red, a sva tri su jednodomna (nema razlike između velikih i malih slova). Iako se koriste sva tri oblika, mhedruli se uzima kao standard za gruzijski jezik i njemu povezane kartvelske jezike.
Izvorno je bilo 38 slova. Gruzijski jezik trenutno ima 33 slova abecede, a pet slova se više ne koriste. Abeceda mingrelskoga jezika ima 36 slova: 33 gruzijska, jedno slovo koje se više ne koristi u gruzijskome i dva dodatna slova specifična za mingrelski jezik. Ista slova, uz jedno slovo posuđeno iz grčkoga, koriste se u abecedi od 35 slova čanskoga jezika. Četvrti kartvelski jezik, svanski jezik, obično se ne zapisuje, ali za njega se koriste slova abecede mingrelskoga jezika s dodatnim zastarjelim gruzijskim slovom, a ponekad i dopunski dijakritički znakovi za brojne samoglasnike jezika.
Gruzijska pisma imaju nacionalni status kulturnog naslijeđa u Gruziji od 2015. godine. Od 2016. godine sva tri pisma su na UNESCO-ovom reprezentativnom popisu nematerijalne kulturne baštine.

## Pisma

### Asomtavruli
| Asomtavruli slova | Asomtavruli slova | Asomtavruli slova | Asomtavruli slova | Asomtavruli slova | Asomtavruli slova | Asomtavruli slova | Asomtavruli slova | Asomtavruli slova | Asomtavruli slova | Asomtavruli slova | Asomtavruli slova | Asomtavruli slova | Asomtavruli slova |
| ----------------- | ----------------- | ----------------- | ----------------- | ----------------- | ----------------- | ----------------- | ----------------- | ----------------- | ----------------- | ----------------- | ----------------- | ----------------- | ----------------- |
| Ⴀ                 | Ⴁ                 | Ⴂ                 | Ⴃ                 | Ⴄ                 | Ⴅ                 | Ⴆ                 | Ⴡ                 | Ⴇ                 | Ⴈ                 | Ⴉ                 | Ⴊ                 | Ⴋ                 | Ⴌ                 |
| Ⴢ                 | Ⴍ                 | Ⴎ                 | Ⴏ                 | Ⴐ                 | Ⴑ                 | Ⴒ                 | Ⴣ                 | ႭჃ, Ⴓ             | Ⴔ                 | Ⴕ                 | Ⴖ                 | Ⴗ                 | Ⴘ                 |
| Ⴙ                 | Ⴚ                 | Ⴛ                 | Ⴜ                 | Ⴝ                 | Ⴞ                 | Ⴤ                 | Ⴟ                 | Ⴠ                 | Ⴥ                 |                   |                   |                   |                   |

### Nushuri
| Nushuri slova | Nushuri slova | Nushuri slova | Nushuri slova | Nushuri slova | Nushuri slova | Nushuri slova | Nushuri slova | Nushuri slova | Nushuri slova | Nushuri slova | Nushuri slova | Nushuri slova | Nushuri slova |
| ------------- | ------------- | ------------- | ------------- | ------------- | ------------- | ------------- | ------------- | ------------- | ------------- | ------------- | ------------- | ------------- | ------------- |
| ⴀ             | ⴁ             | ⴂ             | ⴃ             | ⴄ             | ⴅ             | ⴆ             | ⴡ             | ⴇ             | ⴈ             | ⴉ             | ⴊ             | ⴋ             | ⴌ             |
| ⴢ             | ⴍ             | ⴎ             | ⴏ             | ⴐ             | ⴑ             | ⴒ             | ⴣ             | ⴍⴣ, ⴓ         | ⴔ             | ⴕ             | ⴖ             | ⴗ             | ⴘ             |
| ⴙ             | ⴚ             | ⴛ             | ⴜ             | ⴝ             | ⴞ             | ⴤ             | ⴟ             | ⴠ             | ⴥ             |               |               |               |               |

### Mhedruli
| Mhedruli slova | Mhedruli slova | Mhedruli slova | Mhedruli slova | Mhedruli slova | Mhedruli slova | Mhedruli slova | Mhedruli slova | Mhedruli slova | Mhedruli slova | Mhedruli slova | Mhedruli slova | Mhedruli slova | Mhedruli slova | Mhedruli slova |
| -------------- | -------------- | -------------- | -------------- | -------------- | -------------- | -------------- | -------------- | -------------- | -------------- | -------------- | -------------- | -------------- | -------------- | -------------- |
| ა              | ბ              | გ              | დ              | ე              | ვ              | ზ              | ჱ              | თ              | ი              | კ              | ლ              | მ              | ნ              |                |
| ჲ              | ო              | პ              | ჟ              | რ              | ს              | ტ              | ჳ              | უ              | ფ              | ქ              | ღ              | ყ              | შ              |                |
| ჩ              | ც              | ძ              | წ              | ჭ              | ხ              | ჴ              | ჯ              | ჰ              | ჵ              | ჶ              | ჷ              | ჺ              | ჸ              | ჹ              |

## Čitanje
| slovo | ime  | brojčano značenje | IPA | ISO 9984 | romanizacija | ćirilični prijeslov | mxedruli (მხედრული) | nushuri (ⴌⴓⴑⴞⴓⴐⴈ) | asomtavruli (ႠႱႭႫႧႠႥႰႳႪႨ) |
| ----- | ---- | ----------------- | --- | -------- | ------------ | ------------------- | ------------------- | ----------------- | ------------------------- |
| ა     | ანი  | 1                 | ɑ   | A a      | A a          | А а                 |                     |                   |                           |
| ბ     | ბანი | 2                 | b   | B b      | B b          | Б б                 |                     |                   |                           |
| გ     | განი | 3                 | g   | G g      | G g          | Г г                 |                     |                   |                           |
| დ     | დონი | 4                 | d   | D d      | D d          | Д д                 |                     |                   |                           |
| ე     | ენი  | 5                 | ɛ   | E e      | E e          | Э э, Е е            |                     |                   |                           |
| ვ     | ვინი | 6                 | v   | V v      | V v          | В в                 |                     |                   |                           |
| ზ     | ზენი | 7                 | z   | Z z      | Z z          | З з                 |                     |                   |                           |
| ჱ     | ჰე   | 8                 | ɛj  | —        | —            | —                   |                     |                   |                           |
| თ     | თანი | 9                 | tʰ  | T' t'    | T t          | Ҭ ҭ                 |                     |                   |                           |
| ი     | ინი  | 10                | ɪ   | I i      | I i          | И и                 |                     |                   |                           |
| კ     | კანი | 20                | k'  | K k      | K' k'        | К к                 |                     |                   |                           |
| ლ     | ლასი | 30                | l   | L l      | L l          | Л л                 |                     |                   |                           |
| მ     | მანი | 40                | m   | M m      | M m          | М м                 |                     |                   |                           |
| ნ     | ნარი | 50                | n   | N n      | N n          | Н н                 |                     |                   |                           |
| ჲ     | ჲე   | 60                | j   | —        | —            | Й й                 |                     |                   |                           |
| ო     | ონი  | 70                | ɔ   | O o      | O o          | О о                 |                     |                   |                           |
| პ     | პარი | 80                | p'  | P p      | P' p'        | П п                 |                     |                   |                           |
| ჟ     | ჟანი | 90                | ʒ   | Ž ž      | Zh zh        | Ж ж                 |                     |                   |                           |
| რ     | რაე  | 100               | r   | R r      | R r          | Р р                 |                     |                   |                           |
| ს     | სანი | 200               | s   | S s      | S s          | С с                 |                     |                   |                           |
| ტ     | ტარი | 300               | t'  | T t      | T' t'        | Т т                 |                     |                   |                           |
| ჳ     | ვიე  | 400               | wi  | —        | —            | —                   |                     |                   |                           |
| უ     | უნი  | —                 | u   | U u      | U u          | У у                 |                     |                   |                           |
| ფ     | ფარი | 500               | pʰ  | P' p'    | P p          | Ҧ ҧ                 |                     |                   |                           |
| ქ     | ქანი | 600               | kʰ  | K' k'    | K k          | Қ қ                 |                     |                   |                           |
| ღ     | ღანი | 700               | ʁ   | Ḡ ḡ      | Gh gh        | Ҕ ҕ (Г' г')         |                     |                   |                           |
| ყ     | ყარი | 800               | q'  | Q q      | Q' q'        | Ҟ ҟ                 |                     |                   |                           |
| შ     | შინი | 900               | ʃ   | Š š      | Sh sh        | Ш ш                 |                     |                   |                           |
| ჩ     | ჩინი | 1000              | tʃ  | Č' č'    | Ch ch        | Ч ч                 |                     |                   |                           |
| ც     | ცანი | 2000              | ts  | C' c'    | Ts ts        | Ц ц                 |                     |                   |                           |
| ძ     | ძილი | 3000              | dz  | J j      | Dz dz        | Ӡ ӡ                 |                     |                   |                           |
| წ     | წილი | 4000              | tsʼ | C c      | Ts' ts'      | Ҵ ҵ                 |                     |                   |                           |
| ჭ     | ჭარი | 5000              | tʃʼ | Č č      | Ch' ch'      | Ҷ ҷ                 |                     |                   |                           |
| ხ     | ხანი | 6000              | χ   | X x      | Kh kh        | Х х                 |                     |                   |                           |
| ჴ     | ჴარ  | 7000              | q   | —        | —            | —                   |                     |                   |                           |
| ჯ     | ჯანი | 8000              | dʒ  | J̌ ǰ      | J j          | Џ џ                 |                     |                   |                           |
| ჰ     | ჰაე  | 9000              | h   | H h      | H h          | Ҳ ҳ                 |                     |                   |                           |
| ჵ     | ჰოე  | 10000             | hɔɛ | —        | —            | —                   |                     |                   |                           |
| ჶ     | ჶ    | -                 | ?   | —        | —            | —                   |                     |                   |                           |
| ჷ     | ჷ    | -                 | ?   | —        | —            | —                   |                     |                   |                           |
| ჸ     | ჸ    | -                 | ?   | —        | —            | —                   |                     |                   |                           |
| ჹ     | ჹ    | -                 | ?   | —        | —            | —                   |                     |                   |                           |
| ჺ     | ჺ    | -                 | ?   | —        | —            | —                   |                     |                   |                           |